# Loxigilla
Loxigilla is een geslacht van zangvogels uit de familie Thraupidae (tangaren). Het geslacht werd in 1831 door de Franse natuuronderzoeker  René-Primevère Lesson geldig beschreven.Het antillendikbekje (Loxigilla noctis) werd door George Robert Gray als typesoort aangewezen. De geslachtsnaam is een combinatie van de geslachtnamen Loxia en Fringilla. Uit moleculair genetisch onderzoek bleek dat dit geslacht niet behoort tot de gorzen, maar tot de tangaren (Thraupidae).

## Soorten
Het geslacht kent de volgende soorten:
- Loxigilla barbadensis  – Barbadosdikbekje
- Loxigilla noctis  – Antillendikbekje